# Phlox hendersonii
Phlox hendersonii är en blågullsväxtart som först beskrevs av Erich Nelson, och fick sitt nu gällande namn av Arthur John Cronquist. Phlox hendersonii ingår i släktet floxar, och familjen blågullsväxter. Inga underarter finns listade i Catalogue of Life.